# Фернанда Містраль
Едіт Доллі Перуєра (ісп. Edith Dolly Peruyera), відоміша під творчим псевдонімом Фернанда Містраль (ісп. Fernanda Mistral; нар. 14 вересня 1936) — відома в Аргентині акторка кіно, театру та телебачення.

## Біографія
Народилась Фернанда Містраль (ім'я при народженні Edith Dolly Peruyera) 14 вересня 1936 року в Аргентині. Популярність отримала завдяки яскравим образам в мильних операх та фільмах аргентинського кіновиробництва. До теперішнього часу знімається в кіно. Українському глядачеві стала відома завдяки ролі пихатої та підступної Луїси ді Карло в «Дикому ангелі».

## Вибрана фільмографія
- 1951 — Suburbio (фільм)
- 1955 — El curandero (фільм)
- 1962 — Mate Cosido (фільм)
- 1962 — La novia (фільм)
- 1969 — El hombre que volvió de la muerte (міні-серіал)
- 1971 — La supernoche (телесеріал)
- 1973 — Pobre Diabla (телесеріал)
- 1971-1975 — Alta comedia (телесеріал)
- 1982 — Las 24 horas (телесеріал)
- 1984 — Venido a menos (фільм)
- 1997 — El Rafa (телесеріал)
- 1998 — La condena de Gabriel Doyle (телесеріал)
- 1998-1999 — Дикий ангел (телесеріал)
- 2002 — Kamchatka (фільм)
- 2008 — Instrucciones para una nueva vida (фільм)
- 2009 — Scusate il disturbo (телефільм)